# هيو أشيسون
هيو أشيسون هو صاحب مطعم كندي، ولد في 5 نوفمبر 1971 في أوتاوا في كندا.